# أليكساندرو مكدونيسكي
آل. إيه. مكدونيسكي، (14 مارس 1854- 24 نوفمبر 1920)، هو شاعر روماني وروائي وناقد أدبي، وقد عرف بشكل خاص بترويج الرمزية الفرنسية في بلده الأصلي، وقيادة الحركة الرمزية الرومانية خلال عقودها المبكرة. يعد مكدونيسكي رائد الأدب الحداثي المحلي وهو أول مؤلف محلي يستخدم الشعر الحر، ويزعم البعض أنه كان الأول في الأدب الأوروبي الحديث. في إطار الأدب الروماني، ينظر النقاد إلى مكدونيسكي باعتباره في المرتبة الثانية بعد الشاعر الوطني ميهاي إمينيسكو، كزعيم للنزعة العالمية والجمالية التي تشكلت بفضل مجلته الأدبي، فقد كان يعارض بشكل تام التقاليد الداخلية التي يتبعها إمينسكو ومدرسته.
ظهر مقدونيسكي كرومانسي جديد في التقاليد الأفلاقية وذهب إلى مرحلة الواقعية الطبيعية التي اعتبرت «شعرًا اجتماعيًا»، في حين عمل على تكييف أسلوبه بشكل تدريجي مع الرمزية والبرناسية وحاول مرارًا وتكرارًا ولكن دون جدوى فرض نفسه في العالم الفرنكوفوني. على الرغم من أنه وضع نظرية «الذرائعية»، التي تفاعلت مع المبادئ التوجيهية التقليدية للشعر، حافظ على اتصال دام مدى حياته مع الكلاسيكية الجديدة ومثالها عن النقاء. وجد سعي مكدونيسكي للتميز التعبير الأول في فكرته المتكررة عن الحياة باعتبارها حجًا إلى مكة، والذي استخدمه بشكل ملحوظ في دورة الليالي التي نالت استحسان النقاد. تنعكس المراحل الأسلوبية من حياته المهنية في مجموعات بريما فيربا، بويزي وإيكسلير وكذلك في رواية الخيال، ثالاسا، لو كالفير دي فو. في سن الشيخوخة، أصبح مؤلف الروندلز التي عرفت برؤيتها الخاصة والهادئة للحياة، على النقيض من روحه النضالية التي تميز بها في وقت سابق.
بالتوازي مع مسيرته الأدبية، كان مكدونيسكي موظفًا مدنيًا عمل كمحافظ في بودجاك وشمال دبروجا خلال أواخر السبعينيات من القرن التاسع عشر. بصفته صحافيًا ومناضلًا، تأرجح ولاؤه بين التيار الليبرالي والمحافظة، مما جعله ينخرط في الجدل والخلافات التي جرت في ذلك الوقت. من بين سلسلة طويلة من المنشورات التي نشرها، كانت مجلة الأدبي الأكثر تأثيرًا، ولاسيما بفضل احتوائها على صراعاته المبكرة مع مجتمع جونيميا الأدبي. استهدف هؤلاء فاسيل ألكساندري وإمينيسكو بشكل خاص، وقد تسبب سياقهم ولهجتهم في شرخ كبير بين مكدونيسكي وجمهوره. تكرر هذا الموقف في السنوات اللاحقة، عندما بدأ مكدونيسكي ومجلته فورتا مورالا، حملة ضد الكاتب المسرحي من مجتمع جونيميا أيون لوكا كاراجيالي، اتهموه فيها زورًا بالسرقة الأدبية. خلال الحرب العالمية الأولى، تفاقم الخلاف بين الشاعر ومنتقديه من خلال دعمه لدول المركز ضد تحالف رومانيا مع جانب الوفاق. تميزت سيرته الذاتية أيضًا بالاهتمام الدائم بالباطنية، ومحاولات عديدة للاعتراف به كمخترع، وتشجيعه لاستخدام الدراجة.
كان الشاعر سليل عائلة سياسية وارستقراطية، فهو ابن الجنرال أليكساندرو مكدونيسكي، الذي شغل منصب وزير الدفاع، وحفيد ديمتري مكدونيسكي المتمرد في عام 1821. كان ابنه ألكسيس وحفيده سواري رسامين معروفين.